# Uzbekización

Grupos etnolingüísticos de Asia Central en 1992, donde constan las minorías no uzbekas en los territorios de Uzbekistán

La uzbekización (en uzbeko: uzbekchilik ) es un término dado a la política de asimilación cultural y lingüística, desde los últimos años de la URSS (1985-1991) y la desaparición de la República Socialista Soviética de Uzbekistán (1990), de las minorías no uzbekas de la nueva República de Uzbekistán .
Cuando la URSS se disolvió, la población de Uzbekistán estaba compuesta principalmente por hablantes de lenguas túrquicas (uzbecos, kazajos, tártaros, etc.), de lenguas eslavas (rusos) y hablantes de lenguas iranias (tayikos). Las tensiones interétnicas entre uzbecos y no uzbecos ya habían estallado en mayo-junio de 1989 y la pequeña minoría mesjetiana fue especialmente víctima de pogromos .
Esta asimilación forzada afectará, particularmente, a los tayikos, considerados por los uzbekos como turcos iraníizados, y que serán objeto de una virulenta campaña de uzbekización (con cambio de identidad, incluso de nombre en los pasaportes) que será muy mal recibida en Tayikistán, donde la minoría uzbeka es mucho más libre. En 1989-1990, asociaciones socioculturales tayikas protestaron contra «uzbekización forzada» en Samarcanda, en Bujará y en el valle de Ferganá, exigiendo la concesión del estatus de tayikos a quienes habían sido privados de él, así como la creación de escuelas y periódicos en lengua tayika. Ya bajo la presidencia de Sharaf Rashidov, primer secretario del Partido Comunista de la República Socialista Soviética de Uzbekistán, de 1959 a 1983, se habían abolido casi todas las escuelas de lengua tayika situadas en el territorio de Uzbekistán, especialmente en Samarcanda y Bujará, así como las Escuela Normal Tayika de Samarcanda.
La política de uzbekización liderada por el presidente Islom Karimov provocaría también una reducción del número de ejecutivos rusos y la «desrusificación» de los topónimos. Se produjeron también salidas masivas de científicos de origen no uzbeko (en particular, rusos, armenios, alemanes y coreanos), condenados a papeles subordinados, incluso serviles.